# Талалаївський парк
Талала́ївський парк — парк-пам'ятка садово-паркового мистецтва місцевого значення в Україні. Розташований у межах Прилуцького району Чернігівської області, біля західної околиці смт Талалаївка.
Площа 96 га. Статус присвоєно згідно з рішенням Чернігівського облвиконкому від 10.06.1972 року № 303; від 27.12.1984 року № 454; від 28.08.1989 року № 164. Перебуває у віданні ДП «Борзнянське лісове госопдарство» (Талалаївське лісництво, кв. 16).
Статус присвоєно для збереження лісопарку у верхів'ях річки Детюківка. Зростає понад 100 видів дерев і чагарників.